# Strafvollzugsgesetze in Deutschland
Die deutschen Strafvollzugsgesetze regeln den Vollzug der Freiheitsstrafe in Justizvollzugsanstalten, in einigen Bundesländern auch den Vollzug der Jugendstrafe.

## Bundesgesetz
Das Strafvollzugsgesetz (StVollzG) ist ein deutsches Bundesgesetz, das seit 1977 den Vollzug der Freiheitsstrafe Erwachsener in Justizvollzugsanstalten und der freiheitsentziehenden Maßregeln der Besserung und Sicherung regelte (§ 1 StVollzG).
Seit die Gesetzgebungskompetenz für den Strafvollzug im Rahmen der Föderalismusreform mit Wirkung zum 1. September 2006 vom Bund auf die Länder übergegangen ist, gilt das StVollzG gem. Art. 125a Abs. 1 GG als Bundesrecht weiter, kann aber durch Landesrecht ersetzt werden. Von dieser Möglichkeit haben inzwischen alle Bundesländer Gebrauch gemacht.
Das Bundesgesetz gilt aber noch für den Vollzug von Ordnungs-, Sicherungs-, Zwangs- und Erzwingungshaft (§§ 171–175) sowie für das Rechtsbehelfs- und gerichtliche Verfahren, da den Ländern insoweit nicht die Gesetzgebungskompetenz übertragen wurde.

### Geschichte
Im Jahr 1934 hatte der damalige Reichsjustizminister Franz Gürtner eine Rechtsverordnung zum Strafvollzug erlassen.
Vom 1. Dezember 1961 datiert eine Dienst- und Vollzugsordnung (DVollzO), die von der Justizministerkonferenz verabschiedet worden und in Lehre und Rechtsprechung umstritten war.
Nach der Theorie des Sonderrechtsverhältnisses (auch besonderes Gewaltverhältnis) bedurften Grundrechtseinschränkungen von Personen, die in einem besonders engen Bezug zum Staat standen, keiner gesetzlichen Grundlage. Ein Strafvollzugsgesetz hielt man nicht für verfassungsrechtlich geboten. Mit dem Strafgefangenen-Urteil des Bundesverfassungsgerichts aus dem Jahr 1972 wurde diese Theorie aufgegeben und der Gesetzgeber zum Erlass eines Strafvollzugsgesetzes angehalten.

### Inhalt des Strafvollzugsgesetzes von 1976
- Erster Abschnitt: Anwendungsbereich
- Zweiter Abschnitt: Vollzug der Freiheitsstrafe
  - Erster Titel: Grundsätze
  - Zweiter Titel: Planung des Vollzuges
  - Dritter Titel: Unterbringung und Ernährung des Gefangenen
  - Vierter Titel: Besuche, Schriftwechsel sowie Urlaub, Ausgang und Ausführung aus besonderem Anlass
  - Fünfter Titel: Arbeit, Ausbildung und Weiterbildung
  - Sechster Titel: Religionsausübung
  - Siebter Titel: Gesundheitsfürsorge
  - Achter Titel: Freizeit
  - Neunter Titel: Soziale Hilfe
  - Zehnter Titel: Besondere Vorschriften für den Frauenstrafvollzug
  - Elfter Titel: Sicherheit und Ordnung
  - Zwölfter Titel: Unmittelbarer Zwang
  - Dreizehnter Titel: Disziplinarmaßnahmen
  - Vierzehnter Titel: Rechtsbehelfe und gerichtliches Verfahren
  - Fünfzehnter Titel: Strafvollstreckung und Untersuchungshaft (weggefallen)
  - Sechzehnter Titel: Sozialtherapeutische Anstalten
- Dritter Abschnitt: Besondere Vorschriften über den Vollzug der freiheitsentziehenden Maßregeln der Besserung und Sicherung
  - Erster Titel: Sicherungsverwahrung
  - Zweiter Titel: Unterbringung in einem psychiatrischen Krankenhaus und in einer Entziehungsanstalt
- Vierter Abschnitt: Vollzugsbehörden
  - Erster Titel: Arten und Einrichtung der Justizvollzugsanstalten
  - Zweiter Titel: Aufsicht über die Justizvollzugsanstalten
  - Dritter Titel: Innerer Aufbau der Justizvollzugsanstalten
  - Vierter Titel: Anstaltsbeiräte
- Fünfter Abschnitt: Vollzug weiterer freiheitsentziehender Maßnahmen in Justizvollzugsanstalten, Datenschutz beim Vollzug von Ordnungs-, Sicherungs-, Zwangs- und Erzwingungshaft, Sozial- und Arbeitslosenversicherung, Schlussvorschriften
  - Erster Titel: Vollzug des Strafarrestes in Justizvollzugsanstalten
  - Zweiter Titel: Vollzug von Ordnungs-, Sicherungs-, Zwangs- und Erzwingungshaft
  - Dritter Titel: Arbeitsentgelt in Jugendstrafanstalten und im Vollzug der Untersuchungshaft
  - Vierter Titel: Unmittelbarer Zwang in Justizvollzugsanstalten
  - Fünfter Titel: Datenschutz beim Vollzug von Ordnungs-, Sicherungs-, Zwangs- und Erzwingungshaft
  - Sechster Titel: Anpassung des Bundesrechts
  - Siebter Titel: Sozial- und Arbeitslosenversicherung
  - Achter Titel: Einschränkung von Grundrechten, Inkrafttreten

Das StVollzG regelt den Vollzug der Freiheitsstrafe in Justizvollzugsanstalten und der freiheitsentziehenden Maßregeln der Besserung und Sicherung (§ 1 StVollzG).
Gemäß § 2 Satz 1 StVollzG soll „[im] Vollzug der Freiheitsstrafe […] der Gefangene fähig werden, künftig in sozialer Verantwortung ein Leben ohne Straftaten zu führen (Vollzugsziel)“. Somit ist das Ziel des Strafvollzugs die Resozialisierung des Gefangenen. Allerdings trägt der gesamte Paragraph die Überschrift „§ 2 Aufgaben des Vollzuges“. § 2 S. 2 StVollzG lautet: „Der Vollzug der Freiheitsstrafe dient auch dem Schutz der Allgemeinheit vor weiteren Straftaten“, ohne dass in diesem Satz das Wort Ziel vorkommt. Hieraus kann man schließen, dass die Resozialisierung des Gefangenen alleiniges Vollzugsziel ist, während der Schutz der Allgemeinheit lediglich eine ergänzende Aufgabe darstellt, so dass die soziale Integration klare Priorität vor allen anderen Aufgaben hat. Im Gegensatz z. B. zum Niedersächsischen Justizvollzugsgesetz (NJVollzG) besteht danach keine Zielpluralität. Des Weiteren soll das Leben im Strafvollzug den allgemeinen Lebensverhältnissen so weit wie möglich angepasst werden, schädlichen Folgen des Strafvollzugs ist entgegenzuwirken. Der Gefangene soll befähigt werden, sich in das Leben in Freiheit einzugliedern (§ 3 StVollzG). Außerdem ist die Bereitschaft des Gefangenen zu wecken, an seiner Behandlung sowie an der Gestaltung des Vollzugszieles mitzuarbeiten (§ 4 StVollzG).
Gefangene, die sich durch Maßnahmen der Anstalt in ihren Rechten verletzt fühlen, können ihr Anliegen gegenüber dem Anstaltsbeirat bei ihrer JVA, dem Justizvollzugsbeauftragten des Landes (derzeit nur in NRW) vorbringen oder Rechtsschutz bei den Gerichten (Strafvollstreckungskammer, Oberlandesgericht) suchen. Die Effektivität dieses Rechtsschutzes ist allerdings umstritten.
Strafgefangene sind grundsätzlich zur Arbeit verpflichtet (§ 41 StVollzG). Das Bundesverfassungsgericht hat im Juni 2023 entschieden, dass dem Strafvollzug ein Resozialisierungskonzept zu Grunde liegen muss. In diesem sind auch die Zwecke der Vergütung von Gefangenenarbeit zu nennen. Die Ausgestaltung und Höhe der Vergütung muss an die genannten Zwecke anknüpfen.
Auch Berufsausbildung und Studium im Gefängnis dienen der Resozialisierung als Vollzugsziel.

## Landesgesetze
- Baden-Württemberg: Gesetzbuch über den Justizvollzug in Baden-Württemberg (Justizvollzugsgesetzbuch – JVollzGB) vom 10. November 2009.[10]
- Freistaat Bayern: Gesetz über den Vollzug der Freiheitsstrafe und der Jugendstrafe (Bayerisches Strafvollzugsgesetz – BayStVollzG) vom 10. Dezember 2007;[11] Gesetz über den Vollzug der Sicherungsverwahrung und der Therapieunterbringung (Bayerisches Sicherungsverwahrungsvollzugsgesetz – BaySvVollzG) vom 22. Mai 2013.[12]
- Berlin: Gesetz über den Vollzug der Sicherungsverwahrung in Berlin (Berliner Sicherungsverwahrungsvollzugsgesetz – SVVollzG Bln) vom 27. März 2013;[13] Gesetz über den Vollzug der Freiheitsstrafe in Berlin (Berliner Strafvollzugsgesetz – StVollzG Bln) vom 4. April 2016.[14]
- Brandenburg: Gesetz über den Vollzug der Freiheitsstrafe, der Jugendstrafe und der Untersuchungshaft im Land Brandenburg (Brandenburgisches Justizvollzugsgesetz – BbgJVollzG) vom 24. April 2013.[15]
- Bremen: Bremisches Sicherungsverwahrungsvollzugsgesetz vom 21. Mai 2013;[16] Bremisches Strafvollzugsgesetz vom 25. November 2014.[17]
- Hamburg: Gesetz über den Vollzug der Freiheitsstrafe (Hamburgisches Strafvollzugsgesetz – HmbStVollzG) vom 14. Juli 2009;[18] Gesetz über den Vollzug der Sicherungsverwahrung (Hamburgisches Sicherungsverwahrungsvollzugsgesetz – HmbSVVollzG) vom 21. Mai 2013.[19]
- Hessen: Hessisches Strafvollzugsgesetz (HStVollzG) vom 28. Juni 2010;[20] Hessisches Sicherungsverwahrungsvollzugsgesetz (HSVVollzG) vom 5. März 2013.[21]
- Mecklenburg-Vorpommern: Gesetz über den Vollzug der Freiheitsstrafe in Mecklenburg-Vorpommern (Strafvollzugsgesetz Mecklenburg-Vorpommern – StVollzG M-V) vom 7. Mai 2013;[22] Gesetz über den Vollzug der Sicherungsverwahrung in Mecklenburg-Vorpommern (Sicherungsverwahrungsvollzugsgesetz Mecklenburg-Vorpommern – SVVollzG M-V) vom 7. Mai 2013.[23]
- Niedersachsen: Niedersächsisches Justizvollzugsgesetz (NJVollzG) in der Fassung der Bekanntmachung vom 8. April 2014.[24]
- Nordrhein-Westfalen: Gesetz zur Regelung des Vollzuges der Freiheitsstrafe in Nordrhein-Westfalen (Strafvollzugsgesetz Nordrhein-Westfalen – StVollzG NRW) vom 13. Januar 2015;[25] Gesetz zur Regelung des Vollzuges der Sicherungsverwahrung in Nordrhein-Westfalen (Sicherungsverwahrungsvollzugsgesetz Nordrhein-Westfalen – SVVollzG NRW) vom 30. April 2013.[26]
- Rheinland-Pfalz: Landesjustizvollzugsgesetz (LJVollzG) vom 8. Mai 2013;[27] Landessicherungsverwahrungsvollzugsgesetz (LSVVollzG) vom 8. Mai 2013;[28] Landesjustizvollzugsdatenschutzgesetz (LJVollzDSG) vom 3. Juni 2020;[29] Landesgesetz über den Vollzug freiheitsentziehender Maßregeln (Maßregelvollzugsgesetz – MVollzG) vom 22. Dezember 2015.[30]
- Saarland: Gesetz über den Vollzug der Freiheitsstrafe im Saarland (Saarländisches Strafvollzugsgesetz – SLStVollzG) vom 24. April 2013;[31] Gesetz zum Vollzug der Sicherungsverwahrung im Saarland (Saarländisches Sicherungsverwahrungsvollzugsgesetz – SLSVVollzG) vom 15. Mai 2013.[32]
- Sachsen: Gesetz über den Vollzug der Freiheitsstrafe und des Strafarrests im Freistaat Sachsen (Sächsisches Strafvollzugsgesetz – SächsStVollzG) vom 16. Mai 2013;[33] Gesetz über den Vollzug der Unterbringung in der Sicherungsverwahrung im Freistaat Sachsen (Sächsisches Sicherungsverwahrungsvollzugsgesetz – SächsSVVollzG) vom 16. Mai 2013.[34]
- Sachsen-Anhalt: Zweites Buch Justizvollzugsgesetzbuch Sachsen-Anhalt – Vollzug der Sicherungsverwahrung – (Zweites Buch Justizvollzugsgesetzbuch Sachsen-Anhalt – JVollzGB II LSA) vom 13. Mai 2013;[35] Erstes Buch Justizvollzugsgesetzbuch Sachsen-Anhalt – Vollzug der Freiheitsstrafe, der Jugendstrafe, der Untersuchungshaft und des Strafarrestes – (Erstes Buch Justizvollzugsgesetzbuch Sachsen-Anhalt – JVollzGB I LSA) vom 18. Dezember 2015.[36]
- Schleswig-Holstein: Gesetz über den Vollzug der Sicherungsverwahrung in Schleswig-Holstein (SVVollzG SH) vom 15. Mai 2013.[37]
- Thüringen: Thüringer Justizvollzugsgesetzbuch (ThürJVollzGB) vom 27. Februar 2014;[38] Thüringer Sicherungsverwahrungsvollzugsgesetz (ThürSVVollzG) vom 23. Mai 2013.[39]

## Jugendstrafvollzug
Mit Urteil vom 31. Mai 2006 forderte das Bundesverfassungsgericht auch eine gesetzliche Regelung des Jugendstrafvollzugs. In manchen Bundesländern regeln seitdem eigene Jugendstrafvollzusgesetze den Vollzug der Jugendstrafe und den Vollzug der Freiheitsstrafe nach § 114 des Jugendgerichtsgesetzes (JGG). In anderen Bundesländern wurden die Erwachsenenvollzugsgesetze um Regelungen für den Jugendstrafvollzug ergänzt.
Eigene Jugendstrafvollzugsgesetze haben erlassen:
- Berlin: Gesetz über den Vollzug der Jugendstrafe in Berlin (Berliner Jugendstrafvollzugsgesetz – JStVollzG Bln) vom 4. April 2016.[44]
- Bremen: Gesetz über den Vollzug der Jugendstrafe im Land Bremen (Bremisches Jugendstrafvollzugsgesetz – BremJStVollzG) vom 27. März 2007.[45]
- Hamburg: Gesetz über den Vollzug der Jugendstrafe (Hamburgisches Jugendstrafvollzugsgesetz – HmbJStVollzG) vom 14. Juli 2009.[46]
- Hessen: Hessisches Jugendstrafvollzugsgesetz (HessJStVollzG) vom 19. November 2007.[47]
- Mecklenburg-Vorpommern: Gesetz über den Vollzug der Jugendstrafe (Jugendstrafvollzugsgesetz Mecklenburg-Vorpommern – JStVollzG M-V) vom 14. Dezember 2007;[48] Gesetz über den Vollzug des Jugendarrestes in Mecklenburg-Vorpommern (Jugendarrestvollzugsgesetz Mecklenburg-Vorpommern – JAVollzG M-V) vom 27. Mai 2016.[49]
- Nordrhein-Westfalen: Gesetz zur Regelung des Jugendstrafvollzuges in Nordrhein-Westfalen (Jugendstrafvollzugsgesetz Nordrhein-Westfalen – JStVollzG NRW) vom 7. April 2017;[50] Gesetz zur Regelung des Jugendarrestvollzuges in Nordrhein-Westfalen (Jugendarrestvollzugsgesetz Nordrhein-Westfalen – JAVollzG NRW) vom 30. April 2013.[51]
- Rheinland-Pfalz: Landesjugendarrestvollzugsgesetz (LJAVollzG) vom 6. Oktober 2015;[52] Verordnung über den Vollzug des Jugendarrestes (Jugendarrestvollzugsordnung – JAVollzO) in der Fassung der Bekanntmachung vom 30. November 1976,[53] zuletzt geändert durch Art. 53 Bundesrecht-BereinigungsG vom 8. Dezember 2010.[54]
- Saarland: Gesetz über den Vollzug der Jugendstrafe (Saarländisches Jugendstrafvollzugsgesetz – SJStVollzG) vom 30. Oktober 2007.[55]
- Sachsen: Sächsisches Gesetz über den Vollzug der Jugendstrafe (Sächsisches Jugendstrafvollzugsgesetz – SächsJStVollzG) vom 12. Dezember 2007.[56]
- Schleswig-Holstein: Gesetz über den Vollzug der Jugendstrafe in Schleswig-Holstein (Jugendstrafvollzugsgesetz – JStVollzG) vom 23. September 2021[57]